# Taylan Antalyalı
Taylan Antalyalı (ur. 8 stycznia 1995 w Yatağan) – turecki piłkarz, występujący na pozycji pomocnika w tureckim klubie MKE Ankaragücü, do którego jest wypożyczony z Galatasaray SK oraz w reprezentacji Turcji.